# 沃尔特·查尔斯·霍斯利
沃尔特·查尔斯·霍斯利（英語：Walter Charles Horsley，1855年2月12日—1934年5月18日），英国著名画家，生于油画世家，他的父亲John Callcott Horsley（1817年1月29日 - 1903年10月18日）英国著名画家同时为英国皇家学院院士。

## 生平
霍斯利在伦敦从小受到良好的教育，毕业于英国皇家美术学院并获得金质奖章。1875年20岁的他首次在皇家艺术学院展出作品轰动一时。并于同年乘卡尔费号以画家身份跟随威尔士亲王前往英国殖民地印度。
霍斯利在他的旅行中看到了东方的世界，这对他的创作有着深刻的影响。当他游历东方返回伦敦后。绘制了一系列东方题材的作品。如阿拉伯半岛上的历史故事，穆斯林的祈祷等。1878年他前往君士坦丁堡。而后的时间里他的绘画以印度题材与埃及题材为主。特别是开罗的生活。1900年后，他放弃了东方题材的绘画转而绘制肖像。1934年病逝于伦敦家中。除个别作品外其大部分油画收藏于英国皇家美术学院。